# Slaptinci
Slaptinci – wieś w Słowenii, w gminie Sveti Jurij ob Ščavnici. 1 stycznia 2018 liczyła 129 mieszkańców.